# Bill Skarsgård
Bill Istvan Günther Skarsgård (n. 9 august 1990, Maria Magdalena parish⁠(d), comitatul Stockholm, Suedia) este un actor suedez.

## Filmografie

### Filme de cinema
| † | Filme care nu au fost încă lansate |

| An   | Titlu                             | Rol                         | Note                   |
| ---- | --------------------------------- | --------------------------- | ---------------------- |
| 2000 | White Water Fury                  | Klasse                      |                        |
| 2008 | Pigan brinner!                    | Tonårs-Nosferatu            |                        |
| 2008 | Arn – The Kingdom at Road's End   | Erik                        |                        |
| 2009 | Kenny Begins                      | Pontus                      |                        |
| 2010 | Simple Simon                      | Simon                       |                        |
| 2010 | Behind Blue Skies                 | Martin                      |                        |
| 2011 | The Crown Jewels                  | Richard Persson             |                        |
| 2011 | Simon & the Oaks                  | Simon                       |                        |
| 2012 | Anna Karenina                     | Captain Makhotin            |                        |
| 2013 | Victoria                          | Otto                        |                        |
| 2016 | The Divergent Series: Allegiant   | Matthew                     |                        |
| 2017 | Atomic Blonde                     | Merkel                      |                        |
| 2017 | Do You Like the Taste of Beer     | Man                         |                        |
| 2017 | It                                | Pennywise the Dancing Clown |                        |
| 2017 | Battlecreek                       | Henry Pearl                 |                        |
| 2017 | Moomins and the Winter Wonderland | Moomintroll                 | Voce                   |
| 2018 | Assassination Nation              | Mark                        |                        |
| 2018 | Deadpool 2                        | Axel Cluney / Zeitgeist     |                        |
| 2019 | Villains                          | Mickey                      |                        |
| 2019 | It Chapter Two                    | Pennywise the Dancing Clown |                        |
| 2020 | Nine Days                         | Kane                        |                        |
| 2020 | The Devil All the Time            | Willard Russell             |                        |
| 2021 | Naked Singularity                 | Dane                        |                        |
| 2021 | Eternals                          | Kro                         | Voce                   |
| 2022 | Barbarian                         | Keith Toshko                | Și producător executiv |
| 2022 | Burn All My Letters               | Sven Stolpe                 |                        |
| 2023 | John Wick: Chapter 4              | Marquis Vincent de Gramont  |                        |
| 2023 | Boy Kills World                   | Boy                         |                        |
| 2024 | The Crow                          | Eric Draven / The Crow      |                        |
| 2024 | Nosferatu                         | Count Orlok / Nosferatu     | [ 7 ]                  |
| 2025 | Locked                            | Eddie Barrish               |                        |
| TBA  | Dead Man's Wire †                 | Tony Kiritsis               | Post-producție         |
| TBA  | Emperor †                         | Philip II of Spain          | Finalizat              |
| TBA  | The Death of Robin Hood †         |                             | Post-producție         |

### Filme de televiziune
| An        | Titlu                              | Rol                                                     | Note                                                   |
| --------- | ---------------------------------- | ------------------------------------------------------- | ------------------------------------------------------ |
| 2002      | Laura Trenter – Dad, the Policeman | Tony                                                    | 2 episoade                                             |
| 2009      | Livet i Fagervik                   | Mårten                                                  | 1 episod                                               |
| 2013–2015 | Hemlock Grove                      | Roman Godfrey                                           | Rol principal                                          |
| 2018–2019 | Castle Rock                        | Henry Deaver / The Kid (season 1) The Angel (sezonul 2) | Rol principal (sezonul 1); vedetă invitată (sezonul 2) |
| 2020      | Soulmates                          | Mateo                                                   | Episodul: "Layover"                                    |
| 2022      | Clark                              | Clark Olofsson                                          | Rol principal                                          |
| 2025      | It: Welcome to Derry               | Pennywise the Dancing Clown                             | Rol principal; și producător executiv                  |